# Jan Gorr
Jan Gorr (* 30. März 1978 in Lahn-Gießen) ist ein deutscher Handballtrainer.

## Karriere
Jan Gorr trainierte bereits im Alter von 16 Jahren im Jugendbereich der HSG Dutenhofen/Münchholzhausen, mit deren B-Jugend-Mannschaft er 2002 deutscher Meister wurde.
Von 2003 bis 2005 war Gorr Trainer der zweiten Mannschaft der HSG Wetzlar. Anschließend wechselte er zum TV Hüttenberg, dessen erste Mannschaft er trainierte, die damals in der 2. Bundesliga (Süd) spielte. 2011 gelang der Aufstieg in die 1. Bundesliga, aus der man als Tabellen-17. direkt wieder abstieg.
Zur Saison 2012/13 sollte Gorr zum VfL Gummersbach wechseln; allerdings entschied der VfL Gummersbach noch vor seinem Amtsantritt, dass Emir Kurtagic, der seit Dezember 2011 als Nachfolger von Sead Hasanefendic die Bundesliga-Mannschaft trainiert hatte, weiterhin Trainer bleiben solle. Am 1. Februar 2013 einigten der VfL Gummersbach und Gorr sich auf eine Vertragsauflösung. Wenige Tage später wurde Gorr als Trainer vom HSC 2000 Coburg zur Saison 2013/14 verpflichtet. Zudem wurde er Nachfolger von Frank Carstens als Co-Trainer der deutschen Handballnationalmannschaft. Ein Jahr später endete seine Tätigkeit beim DHB. Am 1. Juli 2020 wechselte Gorr von der Trainerbank in die Geschäftsführung vom HSC 2000 Coburg. Seit März 2023 trainiert er zusätzlich die Männermannschaft vom HSC 2000 Coburg. Im Sommer 2024 gab er das Traineramt wieder ab.